# Hörvik
Hörvik – miejscowość (tätort) w Szwecji, w regionie administracyjnym (län) Blekinge, w gminie Sölvesborg.
Według danych Szwedzkiego Urzędu Statystycznego liczba ludności wyniosła: 802 (31 grudnia 2015), 825 (31 grudnia 2018) i 813 (31 grudnia 2019).